# Лингвистический ландшафт

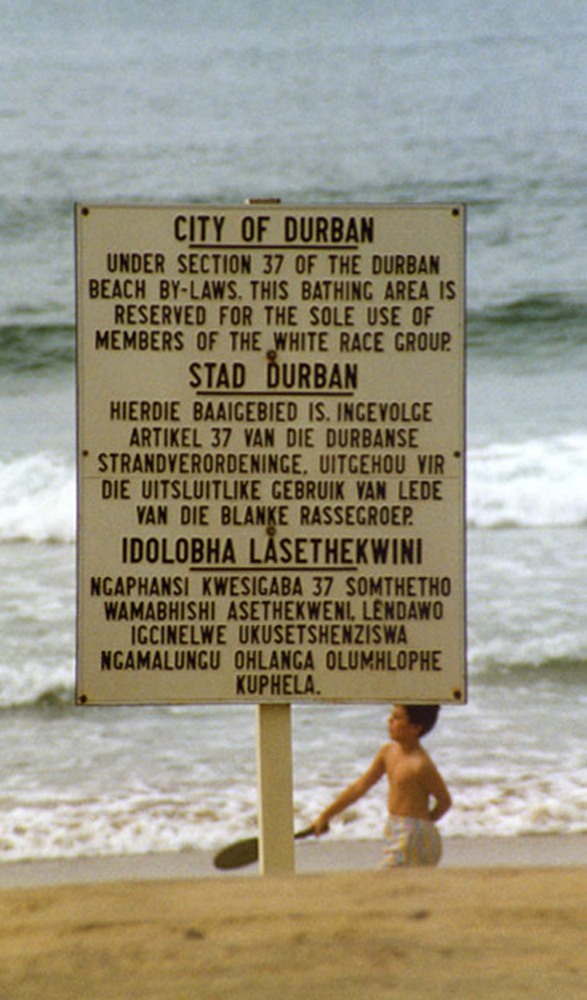
Табличка на пляже времен апартеида в ЮАР на трех языках — английском, африкаанс и зулу.

Лингвистический ландшафт, языковой ландшафт (англ. linguistic landscape) — представленность разных языков в общественных пространствах многоязычных городов или регионов мира, понимаемая как соотношение языков, на которых оформляются вывески, надписи на общественных зданиях, уличная реклама, дорожные знаки и указатели, таблички и проч. В широком смысле — специфический баланс языков в публичном урбанизированном пространстве коммуникации. Социолингвистическая дисциплина, специализирующаяся на изучении языкового оформления городской среды, получила название «анализ лингвистического (языкового) ландшафта». Лингвистические ландшафты спорадически изучались с конца 1970-х в социолингвистике, однако предметом массового исследовательского интереса в языковом планировании, социологии, социальной психологии, исследованиях массмедиа стали только в начале XXI века.

## История термина
Ландшафтная метафора стала использоваться в общественных науках для описания сложных типов взаимодействий и процессов в среде существования человека ещё в конце XX века, когда появились понятия «медиаландшафт», «этнический ландшафт», «финансовый ландшафт». Для описания бытования языков в пространстве мегаполиса понятие linguistic landscape было впервые использовано в 1997 году в работе Р. Лэндри и Р. Бурхиса. Сегодня исследователи активно используют метафору ландшафта для все большего числа сред бытования человека (sound landscape или soundscape «шумовой/звуковой ландшафт», visual landscape «визуальный ландшафт» и проч.). В русском языке естественнее использовать термин «языковой ландшафт», так как он точно указывает на объект, в отличие от термина «лингвистический ландшафт», мотивированного названием науки.

## Анализ языкового ландшафта

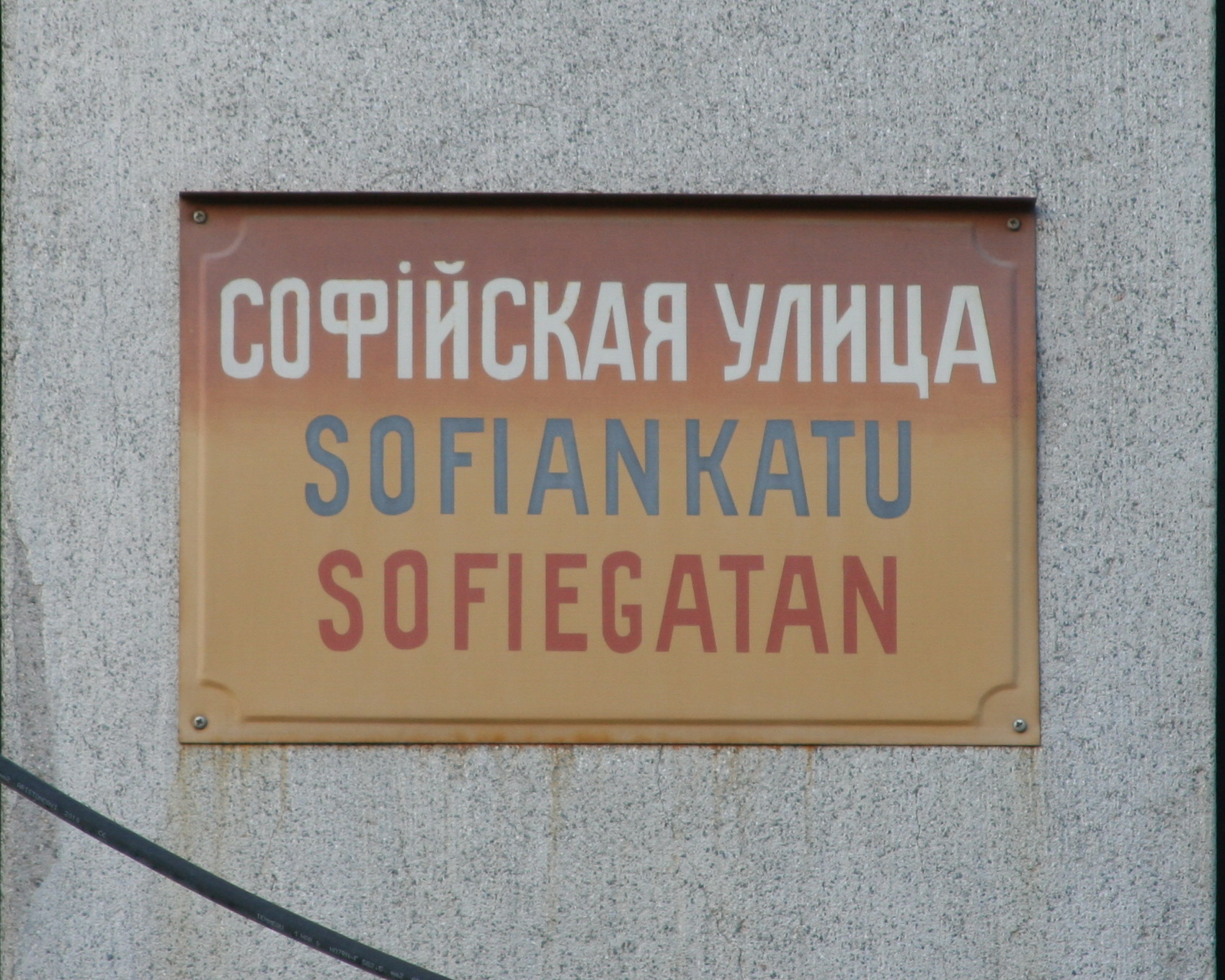
Табличка с названием улицы времен Великого княжества Финляндского

При изучении языковых ландшафтов может приниматься во внимание мотивированная политическими, административными и экономическими причинами иерархия языков, отражающаяся в графическом оформлении и расположении надписей (см. последовательность языков «русский-финский-шведский» на табличке с названием улицы в Хельсинки времен Великого княжества Финляндского при очевидном доминировании финнов среди жителей города). Предметом интереса может быть полнота/фрагментарность переводов, дополнительная или пересекающаяся дистрибуция надписей на разных языках, направление перевода и его качество и множество других собственно лингвистических, социокультурных и символических параметров бытования разных языков в общественном пространстве.